# Джон Стендіш Ґорт
Джон Стендиш Сертис Прендергаст Веркер Ґорт (англ. John Standish Surtees Prendergast Vereker; 10 липня 1886, Лондон — 31 березня 1946) — фельдмаршал британської армії. У Першій світовій війні служив офіцером, був нагороджений крестом Вікторії. У 1930-х призначен головним Імператорського генерального штабу. У Другій світовій війні командував британськими експедиційними силами у Франції. 72-й губернатор Гібралтару, 32-й губернатор Мальти

## Життєпис
Народився у Лондоні. Мати Елеонора Серітес, була дочкою письменника Роберта Сміта Серітеса. Сім'я Прендергаст Верекер — члени англо-ірландського дворянства.

## У Другій світовій війні
З початком Другої світової війни у вересні 1939 року призначений командувати британськими експедиційними силами у Франції.
Після початку Другої світової війни Горт отримав командування Британськими експедиційними силами (БЕС) у Франції, які прибули 19 вересня 1939 року. Протягом цього часу він зіграв роль у політичному скандалі, що призвело до звільнення військового міністра Леслі Хор-Беліші. Хор-Беліша, не вражений його здібностями до команди, назвав його абсолютно безмозким і нездатним зрозуміти найпростішу проблему. Після вторгнення німецьких військ (травень 1940 року) БЕС зазнали поразки і відступили до Дюнкерка. Організував оборону плацдарму у Дюнкерку та розпочав евакуацію своїх військ.
31 травня здав командування БЕС генерал-майору Харольд Александеру на вимогу прем'єр-міністра Вінстона Черчилля.
З липня 1940 року — генерал-інспектор військового навчання та інспектор збройних сил в метрополії.. У серпні 1941 — травні 1942 років був генерал-губернатором Гібралтару. У травні 1942 — жовтні 1944 років — генерал-губернатор Мальти — стратегічного пункту для доль Північно-Африканської кампанії. 1943 року отримав чин фельдмаршала. З жовтня 1944 по листопад 1945 року був Верховним комісаром у Палестині і Трансиорданії, одночасно — Головнокомандувачем британськими військами в Палестині і генерал-ад'ютантом Його Величності.
З листопада 1945 року в відставку. 1946 року отримав титул британського віконта.
Помер після важкої хвороби.